# William Murdoch

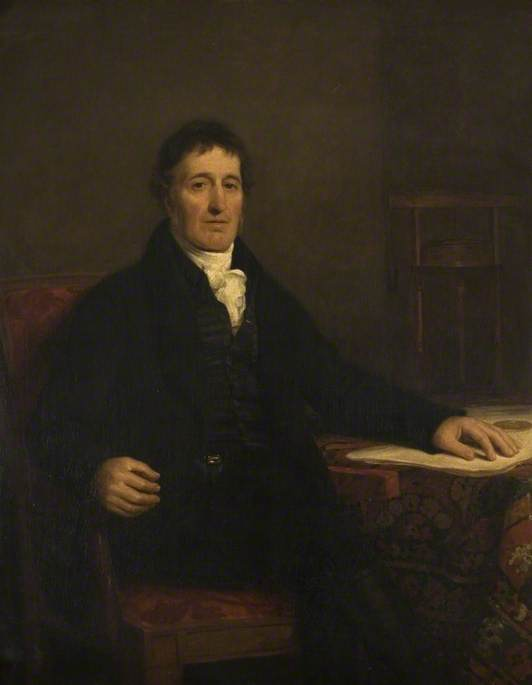
William Murdoch. Reproduktion eines Ölgemäldes des schottischen Malers John Graham Gilbert.

William Murdoch, gelegentlich auch Murdock (* 21. August 1754 in Bello Mill Cottage, Lugar, in der Grafschaft Ayrshire, Schottland; † 15. November 1839 in Handsworth bei Birmingham), war ein schottischer Ingenieur und Erfinder in der frühindustriellen Phase Großbritanniens. Als ein Schüler James Watts erdachte er eine Reihe wichtiger Anwendungen der Dampfmaschine, wie das Lokomobil (1784) und eine Weiterentwicklung des Raddampfers. Besonderen Ruhm erwarb er sich durch die Erfindung der Gasbeleuchtung mittels Stadtgas (1792).

## Leben und Werk

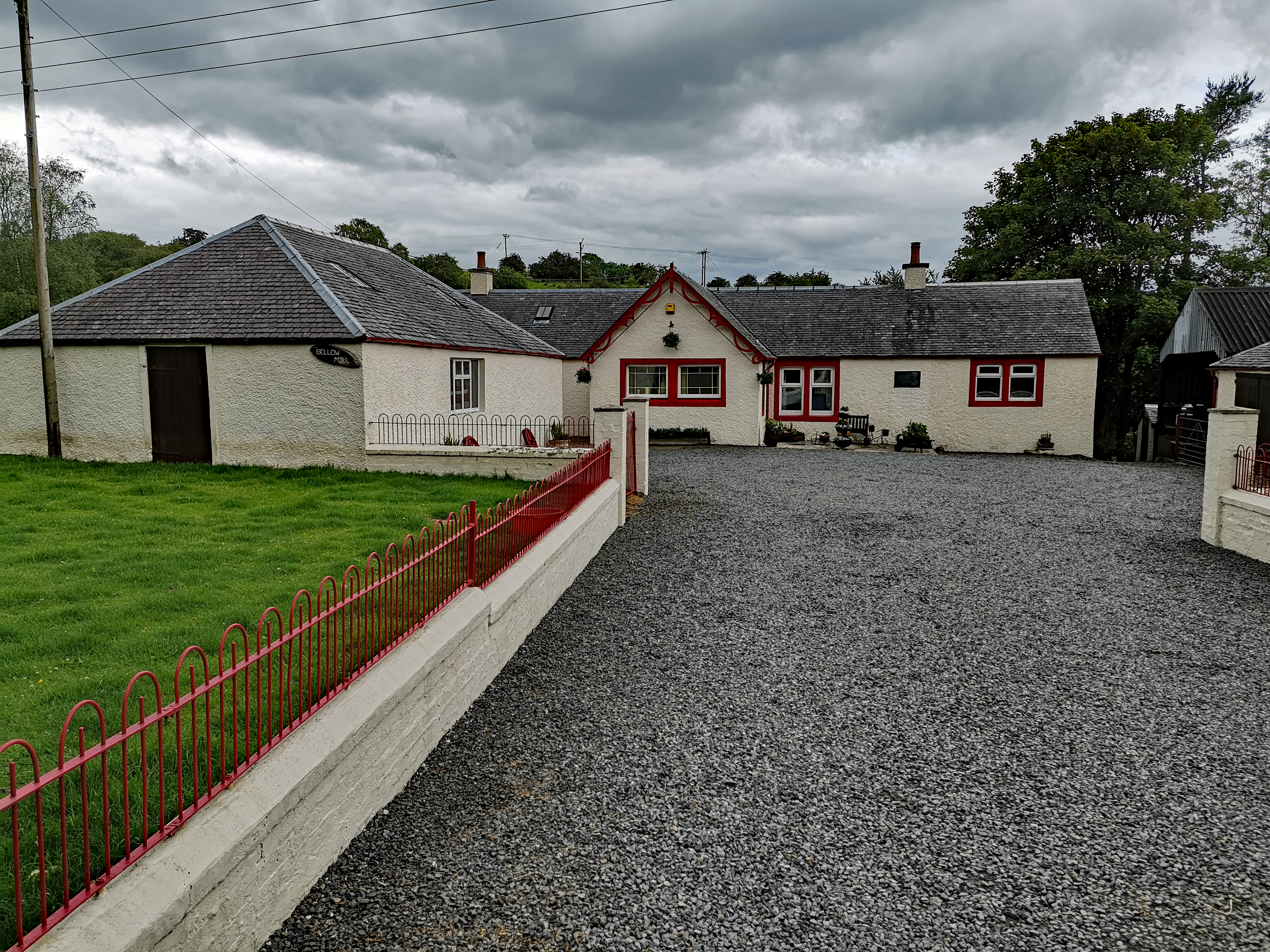
Bello Mill Cottage

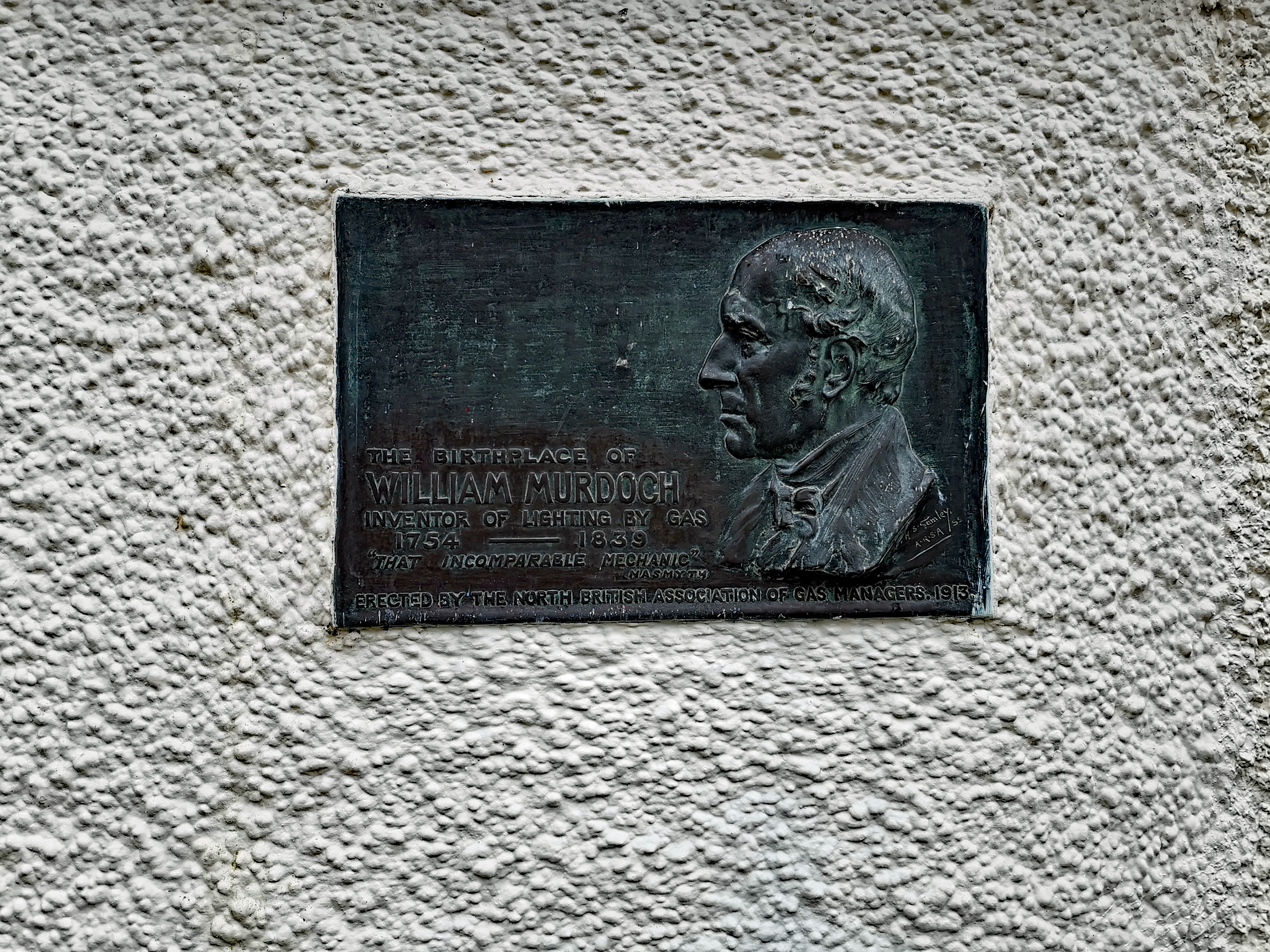
Plakette an Bello Mill Cottage

Murdoch wurde als drittes von sieben Kindern des Mühlenpächters und ehemaligen Infanteristen John Murdoch in der Gemeinde Cumnock geboren. Er besuchte zunächst die Dorfschule und wechselte im zehnten Lebensjahr an die Auchinleck School, wo sein Lehrer, der Autor eines damals verbreiteten Rechenlehrbuchs, sein besonderes mathematisches Talent entdeckte und förderte.
Zugleich unterstützte sein Vater dieses Talent mit seinem Wissen um mechanische Zusammenhänge und die Verarbeitung von Holz und Metall. So baute er zum Beispiel um 1763 zusammen mit seinem Vater ein „hölzernes Pferd“ (ein dreirädriges Fahrrad mit Pedalen, die mit den Händen bewegt wurden), was damals einiges Aufsehen erregte. Außerdem half er seinem Vater offenbar häufig auf den Brückenbaustellen, die John Murdoch in der Grafschaft leitete. Die gelegentlich aufgestellte Behauptung, der junge William hätte eine dieser Brückenbauten selbst geleitet und wäre für die Konstruktion verantwortlich gewesen, ist aber unbelegt und dürfte als Legende anzusehen sein.

### Frühe Jahre als Ingenieur
Im Alter von 23 Jahren wanderte Murdoch die etwa 500 Kilometer von seinem Heimatort nach Birmingham, dem Zentrum der damals beginnenden industriellen Revolution, um bei dem berühmten James Watt eine Arbeitsstelle zu finden. Der hatte nur zwei Jahre zuvor das Unternehmen Boulton & Watt gegründet, um die große Nachfrage an Dampfmaschinen zu befriedigen, und brauchte fähige Mitarbeiter. Watts Partner Boulton war von den Arbeiten des jungen Murdoch so beeindruckt, dass er ihm eine Stelle als Konstrukteur von Maschinenteilen gab. Schon ein Jahr später galt Murdoch für Boulton und Watt als unersetzlich. So verbesserte er zum Beispiel bei seinem ersten Auftrag, bei dem er auf sich allein gestellt war, bei der Aufstellung einer Standard-Dampfmaschine der Firma in einer Bleimine die Anordnung von Zahnrädern so, dass ein Dampfauslassventil vom Kolben gesteuert wurde.

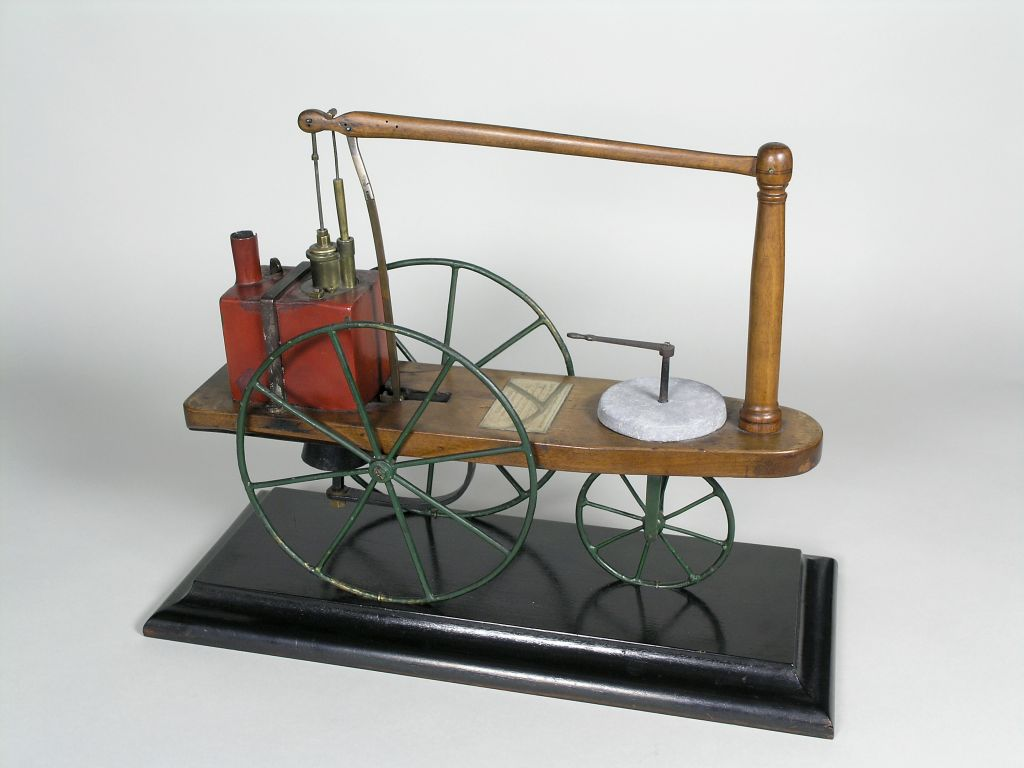
Modell von Murdochs Dampfwagen im Thinktank, Birmingham Science Museum

Ab 1779 war Murdoch der leitende Ingenieur, der im Auftrag von Boulton & Watt für die Grundwasserabsenkung einer Zinnmine in Cornwall verantwortlich war. Dies war seinerzeit ein übliches Vorgehen; Dampfmaschinen wurden nicht einfach verkauft, sondern von der Herstellerfirma auch betrieben und gewartet. Selbst die Bezahlung der Maschinen war anders geregelt: die Herstellerfirma bekam ein Entgelt entsprechend der Effizienz, mit der die Maschinen arbeiteten. Durch Murdochs Ideen und Neukonstruktionen wurde die Effizienz, mit der die Maschinen arbeiteten, so stark erhöht, dass die Zinnmine für Boulton & Watt zu einer Goldgrube wurde.  Bis 1797 war Murdoch in den Minen Cornwalls als Ingenieur tätig und verbesserte dabei nicht nur ständig die Effektivität der Maschinen, sondern ersann auch völlig neue Mechanismen wie das Planetengetriebe, das erstmals eine gleichmäßige Rotation von Maschinenteilen aus der linearen Bewegung des Kolbens ermöglichte. Allerdings enthielt Murdochs Konstruktion noch nicht das heute übliche Hohlrad. 1784 entwickelte er eine Dampfmaschine, die auf einer Bodenplatte lag und ihre eigenen Räder antrieb: das erste Lokomobil, Urmodell der Dampfeisenbahn und der Kraftfahrzeuge. Während Murdoch 1784 noch mit einem funktionsfähigen Modell arbeitete, hatte er bis zum Herbst 1795 eine patentreife Version einer Lokomotive auf der Basis dieses Steam cars entwickelt, die er aber auf Betreiben Boultons nicht zum Patent anmeldete. 1801 fuhr das erste Lokomobil über Großbritanniens Straßen, das Passagiere transportieren konnte. Es stammte aus Murdochs Werkstatt.

### Chemische und technische Entwicklungen

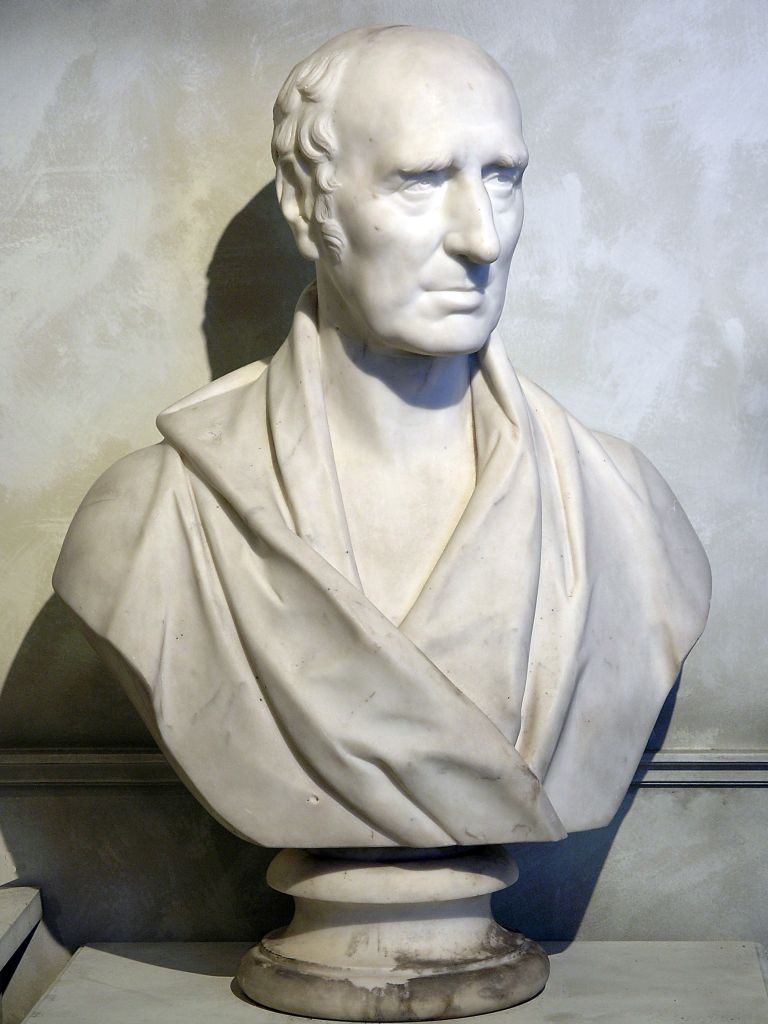
Marmorbüste Murdochs von E. G. Papworth

Während seiner Tätigkeit als Ingenieur kam Murdoch zwangsläufig auch mit chemischen Reaktionen in Kontakt, zum Beispiel bei der Erstellung von Fundamenten oder der Arbeit mit Kohle für seine Dampfmaschinen. Durch aufmerksame Beobachtung konnte er bei diesen Gelegenheiten Vorgänge entdecken und nützliche Anwendungen für sie finden, die von anderen Ingenieuren übersehen worden waren.
Ein klassisches Beispiel für diese Vorgehensweise ist seine Entdeckung des Eisenzements, von dem erstmals 1784 Augenzeugenberichte vorliegen. Es handelt sich dabei um eine Mischung aus Ammoniumchlorid (NH4Cl) und Eisenfeilspänen, die besonders fest aushärtet. Murdoch entdeckte die Mischung angeblich, als in einem Sack diese beiden Komponenten versehentlich vermischt wurden und zu einem sehr festen Block aushärteten. Dieses Material wurde dann von Murdoch erfolgreich eingesetzt, um an kritischen Stellen seiner Dampfmaschinen (Rohrverbindungen, Ventilansätze etc.) feste und sichere Verbindungen zu schaffen. Das Schweißen war damals noch nicht erfunden; außerdem hätten die damaligen Materialien dies sowieso nicht erlaubt. Dadurch brachen Verbindungsstellen im Rohrsystem vor Murdochs Entdeckung oft auf.
Zielgerichtet war dagegen seine Entwicklung einer alternativen Herstellungsmethode für Isinglass (Hausenblase), einer kollagenen Substanz, die vor allem aus der Schwimmblase von Stören gewonnen und von Bierbrauern und Winzern dazu benutzt wurde, um Eiweiße aus dem Gärprozess auszufällen („klären“). Da Isinglass aus dem fernen Russland importiert werden musste, war es sehr teuer. Murdochs Ersatz wurde aus dem sehr viel billigeren Kabeljau gewonnen, der zudem in den eigenen Gewässern gefangen werden konnte. Die Untersuchungen namhafter britischer Autoritäten, allen voran des Chemikers Sir Humphry Davy, bestätigten die erfolgreiche Synthese. Murdoch wurde daraufhin von der britischen Bierbrauerinnung eine Summe von 2000 Pfund Sterling als Anerkennung für seine Entwicklung des wesentlich billigeren British Isinglass ausgezahlt.

### Gasbeleuchtung

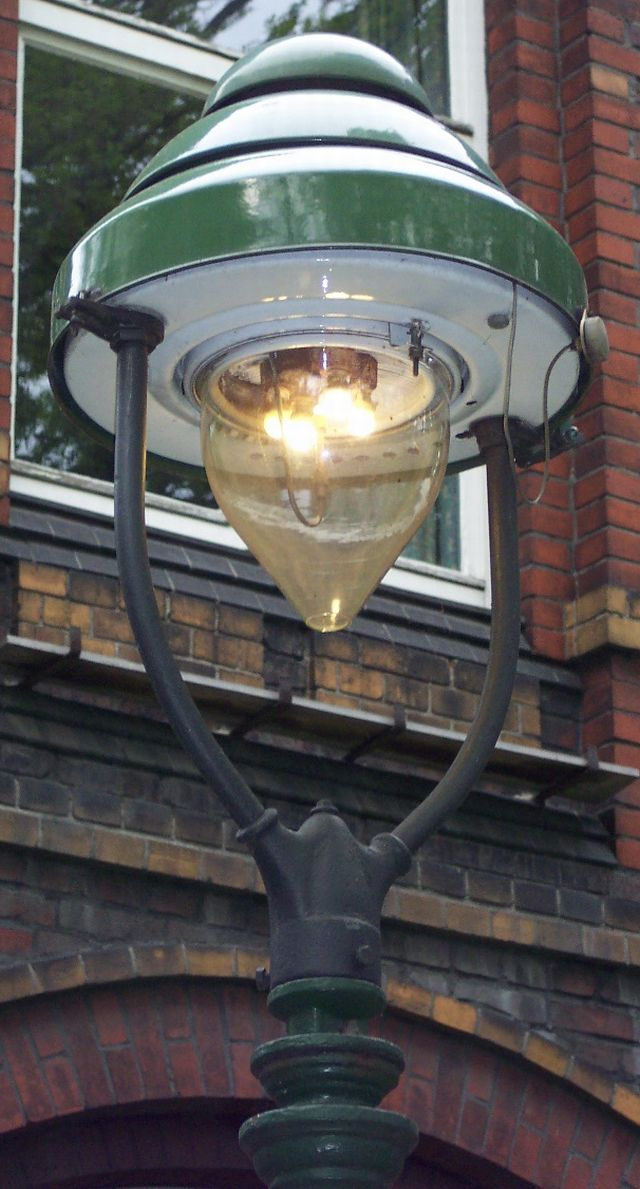
Moderne Gaslaterne

Die bekannteste Entwicklung Murdochs ist die Gasbeleuchtung. Sie beruhte auf einer weiteren Beobachtung, die er während seiner Arbeit mit Dampfmaschinen gemacht hatte: erhitzte Kohle entwickelt ein brennbares Gas, das durch Röhren geführt und an anderer Stelle abgefackelt werden kann. Etwa um 1792 – hier widersprechen sich die Augenzeugenberichte, und eigene Aufzeichnungen Murdochs sind offensichtlich unbekannt – begann Murdoch mit Experimenten, welche Materialien sich für die Herstellung brennbaren Gases eigneten. Experimente mit Kohle, Holz und Torf sind belegt; auch über die Menge des produzierten Gases und die Qualität forschte Murdoch. Für 1794 liegen viele Berichte vor, dass Murdoch Kohle in einer kleinen Retorte erhitzte und das entstandene Gas über eine etwa einen Meter lange Eisenröhre in einen alten Gewehrlauf leitete, wo er es abfackelte. Im selben Jahr liefen erste Experimente mit dem Ersatz von Kerzen zur Innenbeleuchtung in Murdochs Haus in Redrouth, für das er eine größere Retorte im Hof seines Anwesens aufstellte und die dort entwickelten Gase durch eine kleine Rohrleitung in sein Esszimmer leitete. Die Leitung war durch eine Bohrung im Fensterrahmen geführt worden und endete unter der Decke über dem Tisch. Sogar eine gasbetriebene Handlaterne entwickelte Murdoch in dieser Zeit.
1798 begann Murdoch mit der experimentellen Gasbeleuchtung seiner Gießerei in Smethwick; diese Experimente dauerten bis 1802. Vermutlich war zu diesem Zeitpunkt aber weder das gesamte Gebäude beleuchtet noch war seine Gasbeleuchtung die gesamte Zeit aktiv. Dies wurde erst 1805 erstmals verwirklicht, als Murdoch die Baumwollmühle der Unternehmer Phillips und Lee in Manchester mit zunächst 50, später mit bis zu 904 Gaslichtern ausstattete. Dabei konnte Murdoch das sich dabei ergebende gravierende Geruchsproblem des Kohlegases dadurch lösen, dass er Kalkstein zusammen mit den Kohlen erhitzte. Auch die optimale Hitze für die Entwicklung möglichst großer Mengen Gases aus den Kohlen wurde bei diesem Projekt experimentell geklärt.

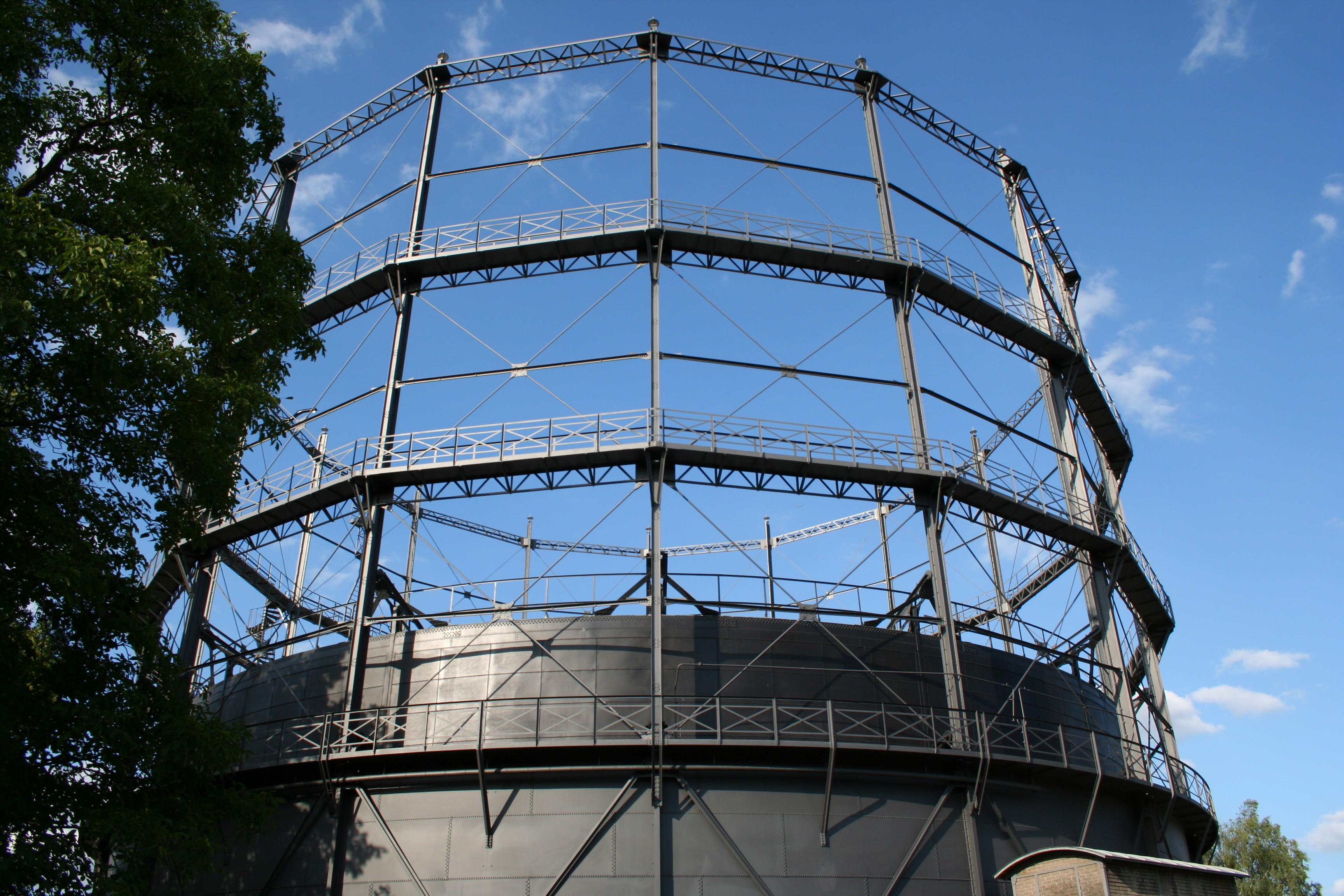
Typischer Gasometer

Für die Entwicklung des später so genannten Stadtgases und die erste kommerzielle Anwendung seiner Entdeckung zeichnete ihn die Royal Society 1806 mit der Rumford-Medaille aus. 1810 wurde Murdoch Societär „seiner“ Firma, Boulton & Watt.
Für seinen Arbeitgeber entwickelte Murdoch ab etwa 1809 eine praktikable Form der Straßen- und Hausbeleuchtung mit Hilfe von Gaslaternen. Seine anfänglichen Chancen als Monopolist, einige Zeit auch unterstützt durch das Britische Parlament, vertat das Unternehmen aber, da es die Entwicklung nicht weiter führte. 1812 fiel die Rückendeckung durch das Parlament und das Unternehmen bekam Konkurrenz; 1814 stellte es die Produktion von Gaslampen, Gasrohren und Produktionszubehör ein. Ein Fehler, wie sich zeigte: nur wenige Jahrzehnte später waren fast jede Stadt in England und viele große Städte in Europa mit Gaslicht und eigenen Stadtwerken ausgerüstet.
Da sich Murdoch seine Entwicklungen auf Anraten von James Watt junior und seinen eigenen negativen Erfahrungen in einem anderen Fall nicht hatte patentieren lassen, konnte er kein Geld durch Lizenzgebühren damit verdienen. Da auch das Unternehmen Boulton & Watt, für das er noch immer arbeitete, die Produktion rasch aufgegeben hatte, wurden Murdochs Mühen nicht belohnt.

### Dampfschiffe

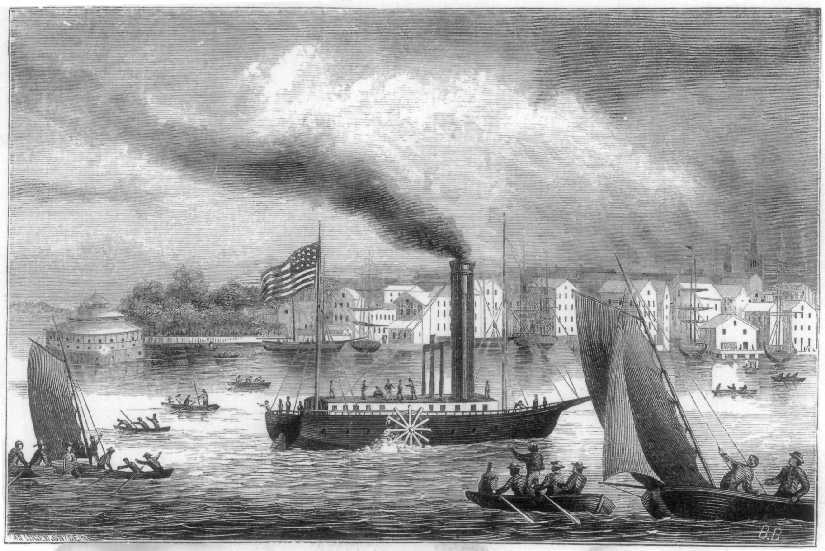
Die Clermont von 1807

Die Dampfmaschinen der Firma Boulton & Watt wurden nicht nur für den Betrieb von Kohlegruben genutzt, sondern dienten bald auch als experimentelle Grundlage für die Motorisierung von Schiffen. 1807 wurde The Clermont, das erste Dampfschiff auf dem Hudson River, durch eine Watt-Maschine angetrieben. Murdoch war der verantwortliche Ingenieur der Firma für die Entwicklung und Beaufsichtigung der Maschine. Zunächst war dies aber nur ein Nebengeschäft.
Ab 1817 wandte sich das Unternehmen aber mit großer Energie der Entwicklung seegängiger Dampfschiffe zu. In diesem Jahr konstruierte James Watt jr. The Caledonia, einen Raddampfer, der zunächst eine Reisegeschwindigkeit von 8 mph, nach Murdochs Optimierungen von 12 mph (entsprechend etwa 20 km/h) erreichte. Sie gewann bei Rennen und überquerte den Kanal, um von Rotterdam aus den Rhein hoch zu fahren. Diese Erfolge ließen die Britische Marine auf die Antriebstechnik aufmerksam werden. Rasch stellte sich heraus, dass die Maschinen von Boulton & Watt – sprich: die Konstruktionen Murdochs – am weitesten ausgereift waren. Zwischen 1813 und 1825 produzierte das Unternehmen Dampfkessel für die Marine mit insgesamt 3000 Pferdestärken, was etwa 40–60 Kesseln entspricht.

### Spätwerk und Lebensabend
Neben seinen Arbeiten für Boulton & Watt erdachte Murdoch einige weitere Konstrukte, die zum Teil noch heute in ähnlicher Form existieren. So entwickelte er 1815 die erste Schwerkraftheizung für das Lemmington Spa Badehaus. Als er 1817 ein neues Haus in Handsworth, einem Vorort von Birmingham, bezog, hatte er es unter anderem mit einer druckluftbetriebenen Türklingel und einer Klimaanlage ausgerüstet. Natürlich war es durch Gaslicht beleuchtet.
1830, im Alter von 76 Jahren, beendete Murdoch seine Societät mit Boulton & Watt. Obwohl er damals ein Jahresgehalt von 1000 £ bezog, also sehr gut verdiente, zwangen ihn seine verfallende Gesundheit und die schlechten Geschäfte der Firma dazu.
Am 15. November 1839 verstarb Murdoch in seinem Haus in Handsworth und wurde kurz darauf auf dem Kirchhof von St. Mary’s Church in seiner Heimatgemeinde beigesetzt. Er wurde durch Standbilder und Straßennamen in England mehrfach geehrt.